# Ричард Хюз
Ричард Хюз (на английски: Richard Hughes) е британски журналист, драматург, сценарист, поет и писател на произведения в жанра драма, исторически роман и детска литература.

## Биография и творчество
Ричард Артър Уорън Хюз е роден на 19 април 1900 г. в Уейбридж, Съри, Англия, в семейството на държавния служител Артър Хюз и Грейс Уорън, която е отгледана в Ямайка. Учи в престижното училище „Чартерхаус“ в Годалминг. През 1918 г. служи в Британската армия. Завършва колежа Ориел на Оксфордския университет през 1922 г.
През 1917 г. учителят му от „Чартерхаус“ изпраща до списанието „The Spectator“ първото му есе, което е крисика на романа „Станът на младостта“ на писателя Алек Уо, който предизвиква фурор с историята за хомосексуалните отношения между британските ученици в държавно училище. В Оксфорд се запознава с Робърт Грейвс, с когото през 1921 г. са съредактори на поетичната стихосбирка „Оксфордска поезия 1921“, който включва и негови стихове. През 1922 г. е поставена едноактната му пиеса „Трагедията на сестрите“. На 15 януари 1924 г. е излъчена по Би Би Си радиопиесата му „Опасност“, която е първата радиопиеса в света.
След дипломирането си работи като журналист и пътува много из Съединените щати и Карибите. През 1932 г. се жени за художничката Франсис Катрин Рут Базли, с която имат пет деца. Установяват се за определен период в Норфолк и след това през 1934 г. в Castle House в Ларн в Южен Уелс. В Castle House живее заедно с писателя Дилън Томас, който пише там първата си книга „Портрет на художника като младо куче“.
Първата му книга, стихосбирката „Gipsy Night“ (Циганска нощ), е издадена през 1922 г.
Автор е на 4 романа. Най-известният от тях е „Ураган над Ямайка“ от 1929 г. Историята му е ситуирана през 19 век и представя събитията свързани със случайното залавяне на група английски деца от пирати и показва децата като по-аморални от пиратите (в романа за първи път е описан коктейла „Кръвта на палача“). През 1965 г. е екранизиран в едноименния филм с участието на Антъни Куин, Джеймс Кобърн, Лиля Кедрова и Денис Прайс.
През 1938 г. е издаден алегоричният му роман „In Hazard“ (В опасност), който е на истинската история на SS „Фемиус“ попаднал през 1932 г.за четири дни в ураган край Куба по време на максималната му интензивност. Амтор е и на няколко сборника с разкази за деца, включително сборника „Дворецът на паяка“ от 1931 г.
Заедно с работата си изнася лекции по литература в Лондонския университет и е тивен в делата на Уелската църква. Често пътува до Гърция и Мароко, където има жилище в старата част на Танжер.
По време на Втората световна война работи на бюро в Адмиралтейството. Там се запознава със семейството архитекти Джейн Дрю и Максуел Фрай, чиито деца остават в семейство Хюз през голяма част от това време. След войната в продължение на десет години пише сценарии за „Ealing Studios“.
През 1961 г. е издаден първият му роман „Лисица на тавана“ от трилогията „Съдба човешка“, а през 1973 г. втората част „Дървената пастирка“. Третата част остава недонършена. В романите описва хода на европейската история от 20-те години на 20-и век до Втората световна война, включително реални герои и събития – като бягството на Хитлер след неуспешния мюнхенски пуч – както и измислени истории.
След като се премества в Инис, Гуинед, става църковен настоятел на селската църква „Llanfihangel-y-traethau“, в енорията Ардудуи в Гуинед, където впоследствие е погребан.
Член е на Кралското литературно общество и почетен член на Националния институт за изкуства и литература на САЩ и на Американската академия за изкуство и литература.
През 1946 г. е удостоен с отличието Офицер от Ордена на Британската империя
Ричард Хюз умира на 28 април 1976 г. в Инис, Гуинед, Уелс.

## Произведения

### Самостоятелни романи
- High Wind in Jamaica (1929) – издаден и като „The Innocent Voyage“
Ураган над Ямайка, изд.: „Георги Бакалов“, Варна (1982), прев. Йордан Костурков
- In Hazard (1938)

### Серия „Съдба човешка“ (Human Predicament)
1. The Fox in the Attic (1961)
Лисица на тавана, изд.: „Хр. Г. Данов“, Пловдив (1986), прев. Цветан Петков
2. The Wooden Shepherdess (1973)
Дървената пастирка, изд.: „Хр. Г. Данов“, Пловдив (1987), прев. Цветан Петков

### Пиеси
The Sister's Tragedy (1922)

### Разкази
- Poor Man's Inn (1926)
- The Ghost (1926)
- A Night at a Cottage (1926)

### Сборници
- Gipsy Night (1922) – поезия
- A Moment of Time (1926)
- The Spider's Palace (1931) – за деца
- Don't Blame Me! (1940) – за деца
- Gertrude's Child (1966)
- The Wonder Dog (1977)
- In the Lap of Atlas (1979)

### Екранизации
- 1948 A Comedy of Good and Evil – тв филм
- 1949 A Run for Your Money – сценарий
- 1964 Paylasilmayan sevgili – сценарий по „The Divided Heart“
- 1965 Буря в Ямайка, A High Wind in Jamaica
- 1966 Mies joka oli syntynyt hirtettäväksi – тв филм
- 1966 – 1967 Jackanory – тв сериал, 10 епизода